# Красногорівка (Миргородський район)
Красного́рівка — село Миргородського району Полтавської області. Населення станом на 2001 рік становило 908 осіб. Входить до Білоцерківської сільської об'єднаної територіальної громади з адміністративним центром у с. Білоцерківка.

## Географія
Село Красногорівка знаходиться на правому березі річки Псел, вище за течією на відстані 1 км розташоване село Дзюбівщина, нижче за течією на відстані 0,5 км розташоване село Герусівка, на протилежному березі — село Білоцерківка. Поруч проходить автомобільна дорога М03.
Віддаль до селища Велика Багачка — 14 км. Найближча залізнична станція Сагайдак — за 23 км.

## Назва
За легендою, на горі біля села цвіли червоні маки, від чого й походить назва.

## Історія
Село Красногорівка виникло в другій половині XIX ст. як хутір Білоцерківської волості Хорольського повіту Полтавської губернії.
За переписом 1859 року у власницькому хуторі Красногорівці при річці Псел було 4 двори, 24 жителя.
На карті 1869 року поселення було позначене як хутір Вишарівщина.
У 1897 році в Красногорівці була відкрита земська школа.
За переписом 1900 року хутір Красногорівка Білоцерківської волості Хорольського повіту Полтавської губернії був центром Красногорівської селянської громади. Він мав 14 дворів, 65 жителів, діяла земська школа.
У 1912 році в хуторі Красногорівка було 135 жителів, діяла земська школа.
У 1913 році Красногорівська земська школа стала трикласною.
У січні 1918 року в селі розпочалась радянська окупація.
У 1920 році Красногорівська школа стала чотирикласною.
Станом на 25 лютого 1926 року Красногорівка була центром Красногорівської сільської ради Білоцерківського району Полтавської округи, після розформування району увійшло до складу новоутвореного Великобагачанського району.
У 1932–1933 роках внаслідок Голодомору, проведеного радянським урядом, у селі загинуло 16 мешканців. Збереглися свідчення про Голодомор місцевих жителів, серед яких Калінійченко М. Н. (1925 р. н.), Самійленко О. І. (1928 р. н.), Сидоренко О. Д. (1916 р. н.).
У 1937 році Красногорівська школа стала семирічною.
З 14 вересня 1941 по 22 вересня 1943 року Красногорівка була окупована німецько-фашистськими військами.
Станом на 1 вересня 1946 року Красногорівка була центром Красногорівської сільської ради Великобагачанського району Полтавської області.
У 1958 році в селі було відкрито пам'ятник воїнам-односельцям, які полягли під час Німецько-радянської війни, та на братській могилі радянських воїнів.

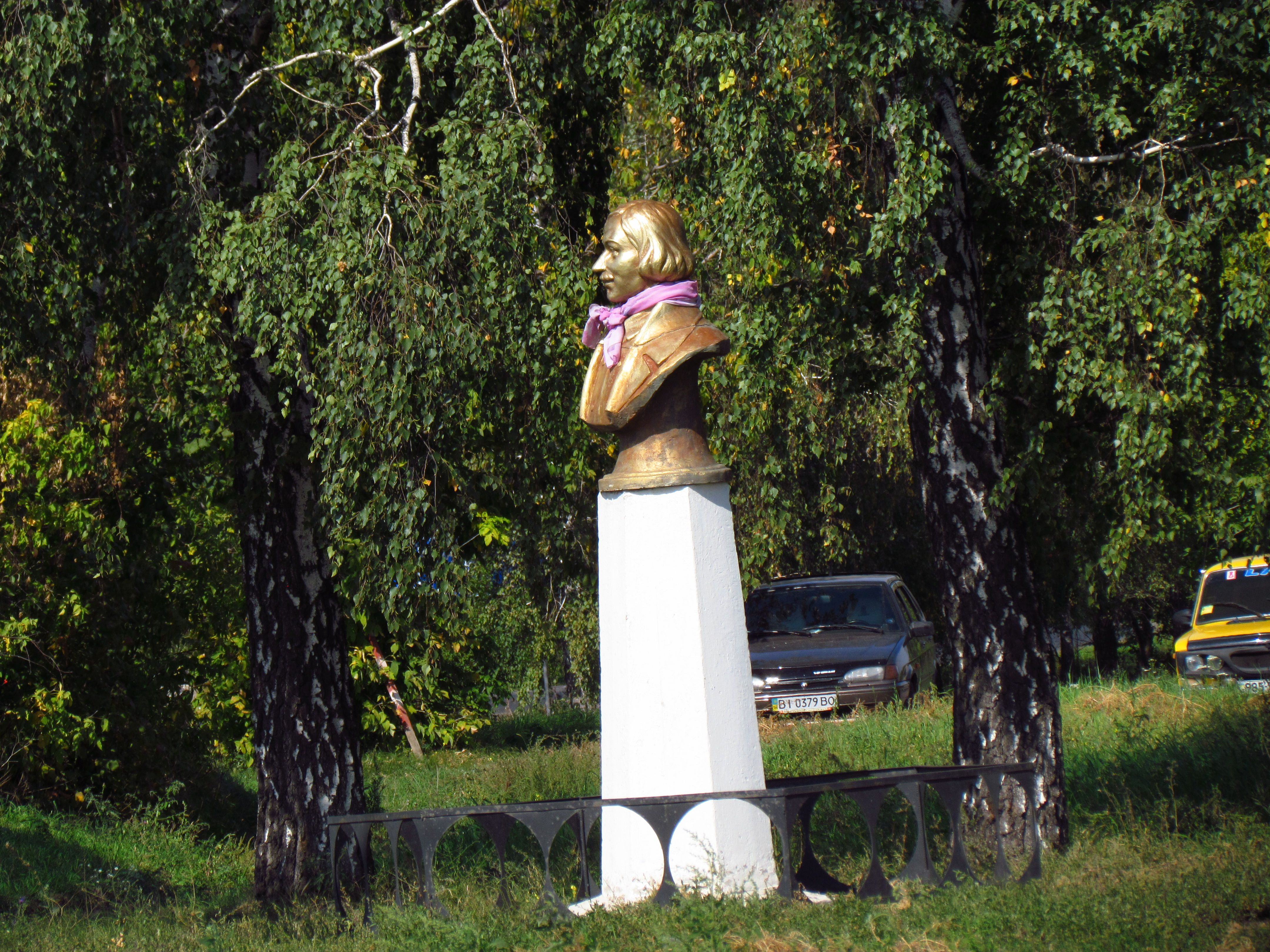
Пам'ятник-бюст М. В. Гоголю в Красногорівці

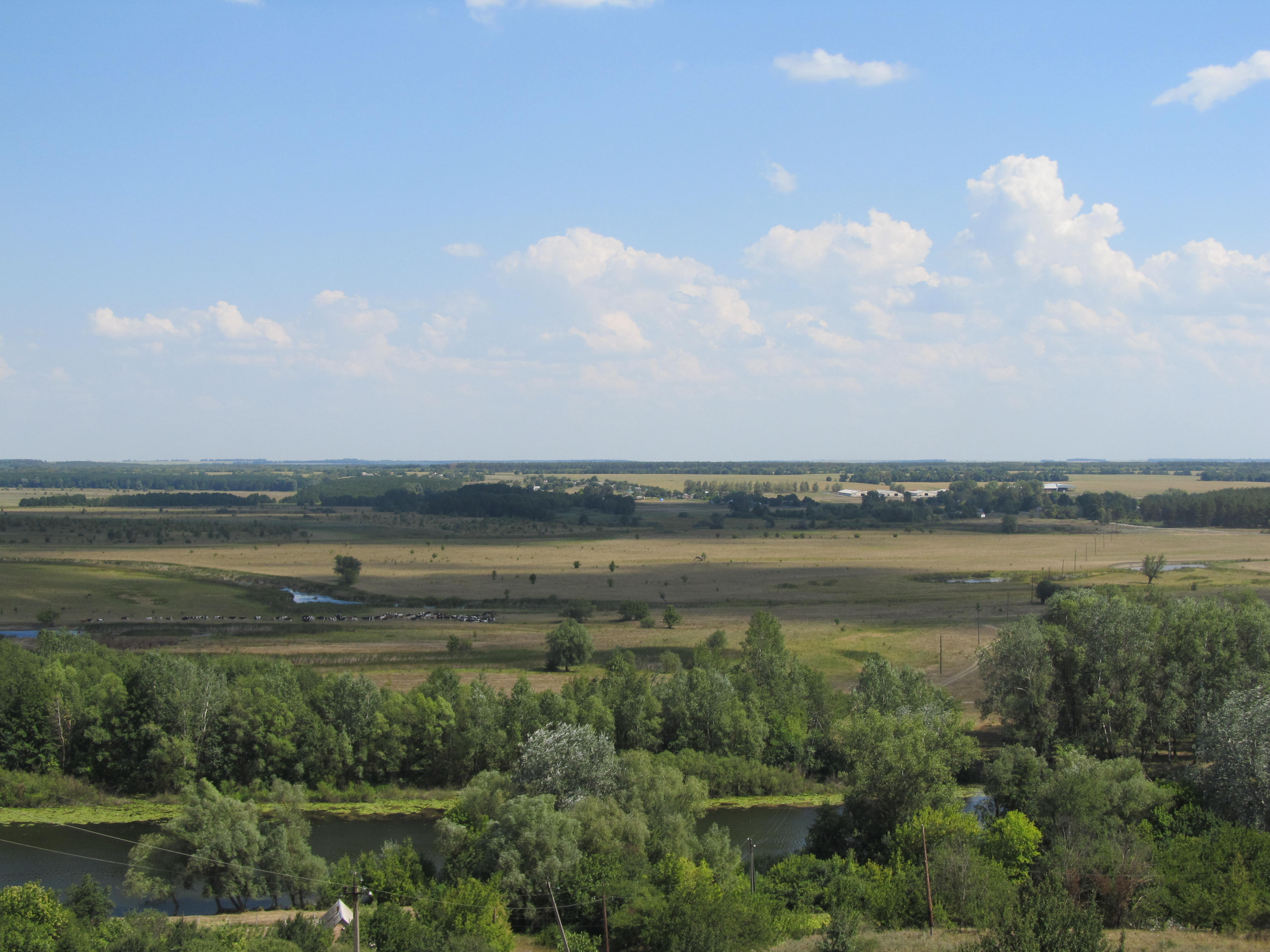
Заказник "Географічний центр Полтавщини"

У 1959 році Красногорівська школа стала восьмирічною, у 1962 році — загальноосвітньою трудовою політехнічною.
В селі у 1972 році знімали фільм «Пропала грамота».
У 1986 році Красногорівська школа стала неповною середньою, у 1994 році — загальноосвітньою середньою.
Село входило до Білоцерківської сільської ради Великобагачанського району.
13 серпня 2015 року шляхом об'єднання Балакліївської, Білоцерківської, Бірківської та Подільської сільських рад Великобагачанського району була утворена Білоцерківська сільська об'єднана територіальна громада з адміністративним центром у с. Білоцерківка.
22 червня 2023 року рішенням Національної комісії зі стандартів державної мови віднесено до списку населених пунктів, які «можуть не відповідати лексичним нормам української мови», зокрема стосуватися «російської імперської чи колоніальної політики». Громаді рекомендовано обґрунтувати доцільність збереження поточної назви або запропонувати нову назву в установленому законодавством порядку.

## Населення

### Мова
Розподіл населення за рідною мовою за даними перепису 2001 року:
| Мова       | Кількість | Відсоток |
| ---------- | --------- | -------- |
| українська | 891       | 98.13%   |
| російська  | 15        | 1.65%    |
| білоруська | 1         | 0.11%    |
| вірменська | 1         | 0.11%    |
| Усього     | 908       | 100%     |

## Уродженці
- Василенко Сергій Йосипович (1921—1994) — Герой Радянського Союзу
- Василенко Федір Омелянович (1911—1983) — Герой Радянського Союзу

## Економіка
- У селі Красногорівка знаходиться найпотужніший телеретранслятор Центральної України (50 кВт), який своїм сигналом охоплює всю Полтавську область[4]
- Красногорівська філія ПАТ «Полтаваобленерго»
- ТОВ "Білагро"

## Об'єкти соціальної сфери
- Дитячий садок
- Красногорівська загальноосвітня школа І-ІІІ ступенів
- Красногорівське професійно-технічне училище № 49

## Пам'ятки історії
- Пам'ятник-бюст М. В. Гоголю
- Пам'ятник воїнам-односельцям, які полягли під час Німецько-радянської війни
- Братська могила радянських воїнів
- Ландшафтний заказник «Географічний центр Полтавщини»